# Dębno (gmina w województwie małopolskim)
Dębno – gmina wiejska w województwie małopolskim, w powiecie brzeskim. W latach 1975–1998 gmina położona była w województwie tarnowskim. Znajduje się około 8 km na wschód od Brzeska, ok. 20 km na zachód od Tarnowa i ok. 60 km. na wschód od Krakowa jadąc drogą krajową nr 94.
Siedzibą gminy jest Wola Dębińska.

## Położenie
Według danych z roku 2002 gmina Dębno ma obszar 81,51 km², w tym:
- użytki rolne: 75%
- użytki leśne: 17%

Gmina stanowi 13,82% powierzchni powiatu.

## Sąsiednie gminy
Borzęcin, Brzesko, Czchów, Gnojnik, Wojnicz, Zakliczyn

## Demografia
Dane z 31 grudnia 2017 roku.

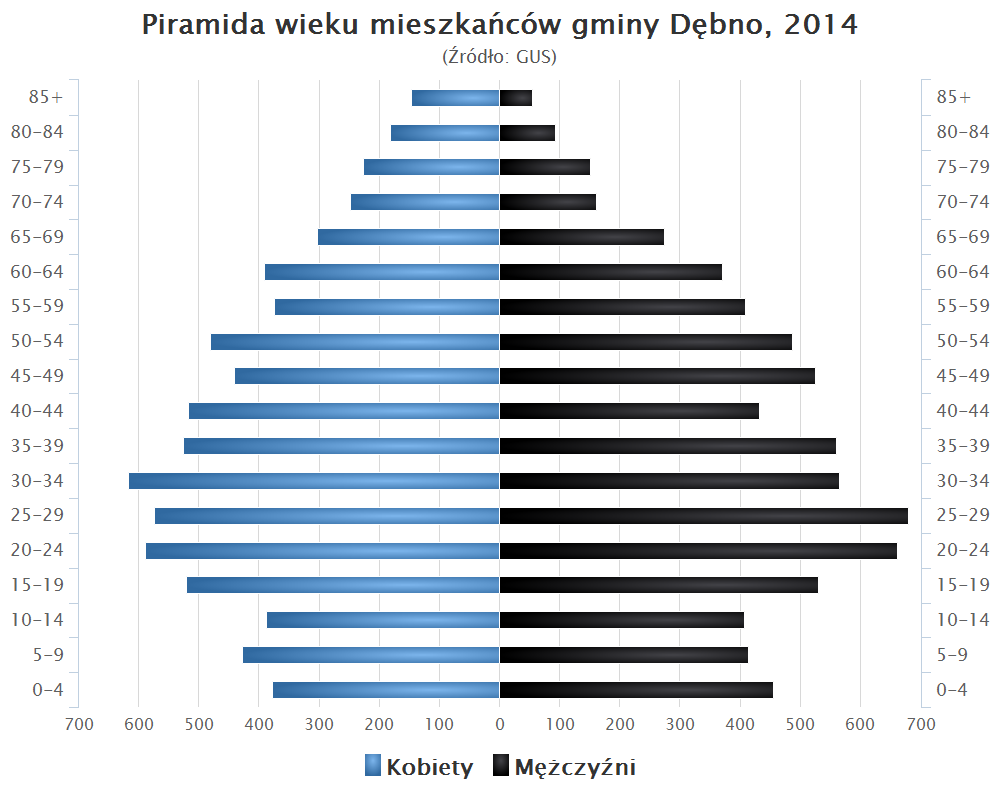
Piramida wieku mieszkańców gminy Dębno w 2014 roku

| Opis                              | Ogółem | Ogółem | Mężczyźni | Mężczyźni | Kobiety | Kobiety |
| --------------------------------- | ------ | ------ | --------- | --------- | ------- | ------- |
| jednostka                         | osób   | %      | osób      | %         | osób    | %       |
| populacja                         | 14 677 | 100    | 7395      | 50,4      | 7282    | 49,6    |
| gęstość zaludnienia (mieszk./km²) | 179    | 179    | 90        | 90        | 89      | 89      |

## Topografia terenu
Gmina leży na granicy dwóch krain geograficznych: Pogórza Karpackiego na południe od drogi krajowej nr 94 i Kotliny Sandomierskiej na północ. Gminę przecina potok Niedźwiedź, mający źródło we wsi Niedźwiedza na południu gminy. Łączy się on z prawobrzeżnym dopływem Wisły – Uszwicą.

## Sołectwa
Biadoliny Szlacheckie, Dębno, Doły, Jastew, Jaworsko, Łoniowa, Łysa Góra, Maszkienice, Niedźwiedza, Perła, Porąbka Uszewska, Sufczyn, Wola Dębińska.